# Ковали (Яворовский район)
Ковали (укр. Ковалі) — село в Яворовской городской общине Яворовского района Львовской области Украины.
Население по переписи 2001 года составляло 54 человека. Занимает площадь 0,041 км². Почтовый индекс — 81023. Телефонный код — 3259.